# Bucamps (Pas-de-Calais)
Bucamps is een gehucht in de Franse gemeente Azincourt in het departement Pas-de-Calais. Het ligt in het zuiden van de gemeente, 2,5 kilometer ten zuidwesten van het dorpscentrum van Azincourt.

## Geschiedenis
Oude vermeldingen van de plaats dateren uit de 12de eeuw als Buscamp en Buscan. In het begin van de 19de eeuw kwam heel het gehucht bij de gemeente Azincourt.

## Bezienswaardigheden
- De Église Saint-Laurent